# 伊本·西那
阿布·阿里·侯赛因·本·阿卜杜拉·本·哈桑·本·阿里·本·西那（980年—1037年6月），一般简称伊本·西那（阿拉伯文），欧洲人称其为阿维森纳（又译阿维真纳）。塔吉克人，生于布哈拉附近。中世纪波斯哲学家、医学家、自然科学家、文学家，被誉为“现代医学之父”。
伊本·西那青年时曾任宫廷御医；二十岁时，因王朝覆灭而迁居花剌子模；十一年后，因政治原因逃至伊朗。他博学多才，有多方面的成就。医学上，丰富了内科知识，重视解剖，所著《医典》是十七世纪以前亚洲、欧洲广大地区的主要医学教科书和参考书。哲学上，他是阿拉伯/波斯亚里士多德学派的主要代表之一。持二元论，并创造了自己的学说。肯定物质世界是永恒的、不可创造的，同时又承认真主是永恒的。主张灵魂不灭，也不轮回，反对死者复活之说。主要著作还有《治療之書》、《知识论》等。

## 哲学思想
伊本·西那在早期伊斯兰哲学上著述颇丰，特别是在逻辑学、伦理学和形而上学等主题上，这包括名为逻辑学和形而上学的论述文章。他大部分的作品是用阿拉伯语写成——这是当时事实上的科学语言；有一部分是用波斯语写成。有几部波斯语写成的书迄今仍有语言学上的价值。伊本·西那对亚里士多德的评论经常对后者纠正，鼓励一种在伊智提哈德精神下的生动辩论。
在中世纪伊斯兰世界，由于伊本·西那对亚里士多德主义和新柏拉图主义以及卡拉姆學的成功调和，“伊本·西那主义”在12世纪最终成为伊斯兰哲学的领导思想流派，同时伊本·西那也成了哲学上的主要权威。
伊本·西那主义同样在中世纪欧洲有影响力，特别是他关于灵魂的性质和存在－本质区分的学说，以及因此在欧洲学术界引起的辩论和审查。这一现象在巴黎尤其显著，1210年伊本·西那主义在那里被严加禁止。虽然如此，他的心理学和知识理论影响了奥弗涅·威廉和大阿尔伯特，他的形而上学影响了托马斯·阿奎那。

### 形而上学学说
早期伊斯兰哲学和伊斯兰形而上学，比亚里士多德主义更加清楚的区分了本质和存在的区别。

## 天文學及占星學
伊本·西那寫過一篇名為Resāla fī ebṭāl aḥkām al-nojūm的文章攻擊占星學，其中他引用可蘭經的經文，認為占星學沒有预知未来的能力。他認為每顆星球都對地球有些影響，但他不認為占星師有辦法確定其實際的影響為何。
伊本·西那的天文學作品影響了一些後來的天文學家，不過他的研究沒有海什木及比魯尼那麼深入。伊本·西那作品的特徵是將天文學視為和占星學不同的學科。他批評亞里斯多德認為恆星的光是因為太陽而來的觀點，他認為恆星本身就會發光，不過他也認為行星本身會發光。他聲稱觀察到一次金星凌日，這是有可能的，在1032年5月24日的確有一次金星凌日，不過他沒有提出觀測的日期，而現代的科學家質疑當時在他所在的區域是否可以看到金星凌日，他有可能將太陽黑子視為是金星。他利用觀察到的金星凌日推論，在托勒密宇宙论的觀點，金星在太陽的下方（至少部份時候如此），也就是說在地心說的架構下，金星的圓要比太陽的圓接近地球

## 其它貢獻

### 化學
伊本·西那利用蒸餾的方式提煉玫瑰精油等精油，形成後來芳香療法的基礎。
伊本·西那和拉齊不同，伊本·西那明確的否定炼金术相信可以用賢者之石使物質轉換的理論：
那些化學工藝無法讓不同種的物質之間相互變化，不過可以產生類似這類變化的效果。
有四本傳統認為是伊本·西那所著的炼金术書籍翻譯為拉丁文。
：
- Liber Aboali Abincine de Anima in arte Alchemiae
- Declaratio Lapis physici Avicennae filio sui Aboali
- Avicennae de congelatione et conglutinatione lapidum
- Avicennae ad Hasan Regem epistola de Re recta

其中Liber Aboali Abincine de Anima in arte Alchemiae最有影響力，影響了像博韦的樊尚等中古時期化學家及炼金术士，不過Anawati認為這本是西班牙人寫的，而Declaratio Lapis physici Avicennae filio sui Aboali也認為不是伊本·西那所著。第三本  (The Book of Minerals) 認為是伊本·西那的作品
伊本·西那以亞里斯多德及贾比尔的概念為基礎，將礦物分類為石頭、可熔物質、硫及鹽。Avicennae ad Hasan Regem epistola de Re recta中對煉金術的懷疑較少，Anawati認為是伊本·西那所寫，但是是在較早期，他還不太確定物質之間不可能嬗变時所寫的。

## 紀念
2018年8月7日，Google在部份國家的首頁以首頁塗鴉紀念伊本·西那的1038歲誕辰。

## 相關影視
- 神醫 (2013電影)（英语：The Physician (2013 film)）

## 參閱
- 通才、神童
- 伊斯蘭黃金時代
- 宰赫拉威
- Al-Qumri（英语：Al-Qumri）
- 海榄雌科：红树林中的一個種，學名Avicenna
- 阿维森纳科学研究院（英语：Avicenna Research Institute）
- 阿维森纳獎（英语：Avicenna Prize）
- 穆斯林學者列表
- 施拉吉特
- 哲學
  - 東方哲學
  - 伊朗哲學（英语：Iranian philosophy）
  - 伊斯兰哲学
  - 當代伊斯蘭哲學（英语：Contemporary Islamic philosophy）
- 中世紀伊斯蘭世界的科學
  - 伊斯蘭科學家列表（英语：List of Muslim scientists）
  - 蘇非哲學（英语：Sufi philosophy）
- 伊朗科技（英语：Science and technology in Iran）
  - 古伊朗醫學（英语：Ancient Iranian medicine）
  - 伊朗科學家及學者列表（英语：List of Persian scientists and scholars）